# 최성모 (농구 선수)
최성모(1994년 4월 15일~ )은 대한민국의 농구 선수이다.

## 학창 시절
2016년 신인드래프트에서 전체 7순위로 원주 DB 프로미에 지명되었다.

## 선수 시절
2018년 12월 25일 김우재, 정희원 받는 대가로 부산 kt 소닉붐으로 이적하였다

## 학력
- 송정초등학교 졸업
- 화봉중학교 졸업
- 무룡고등학교 졸업
- 고려대학교

## 수상 내역
- 2012년 연맹회장기 전국남녀중고농구상주대회 남자 고등부 우수상

## 경력
- 2017~18년: 원주 DB 프로미(가드)
- 2018년: 수원 KT 소닉붐